# Quiahuitepec
Quiahuitepec är en ort i Mexiko.   Den ligger i kommunen Ayutla de los Libres och delstaten Guerrero, i den södra delen av landet, 280 km söder om huvudstaden Mexico City. Quiahuitepec ligger 1 240 meter över havet och antalet invånare är 377.
Terrängen runt Quiahuitepec är lite bergig. Runt Quiahuitepec är det ganska glesbefolkat, med 29 invånare per kvadratkilometer. Närmaste större samhälle är Ayutla de los Libres, 18,9 km väster om Quiahuitepec. I omgivningarna runt Quiahuitepec växer i huvudsak städsegrön lövskog.